# George Stewart Henry

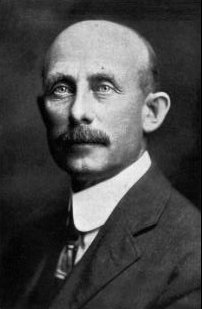
George Stewart Henry

George Stewart Henry (* 16. Juli 1871 in Township of King, York County, Ontario; † 2. September 1958 in Toronto, Ontario) war ein kanadischer Politiker, der zwischen 1930 und 1936 Vorsitzender der Conservative Party of Ontario sowie zeitgleich von 1930 bis 1934 Premierminister von Ontario war. Henry war von 1913 bis 1943 fast 30 Jahre lang Mitglied der Legislativversammlung von Ontario.

## Leben

### Studium und Kommunalpolitiker
Henry absolvierte nach dem Besuch des Upper Canada College (UCC) zunächst ein grundständiges Studium an der University of Toronto, das er mit einem Bachelor of Arts (B.A.) abschloss. Ein dortiges postgraduales Studium der Rechtswissenschaften beendete er mit einem Bachelor of Laws (LL.B.) und studierte ein weiteres Jahr am Ontario Agricultural College, der agrarwissenschaftlichen Fakultät der University of Toronto. Im Anschluss ließ er sich als Farmer und Unternehmer in East York nieder.
Seine politische Laufbahn begann Henry in der Kommunalpolitik und war zwischen 1903 und 1910 Mitglied der Gemeinde King und zugleich dort zwischen 1906 und 1910 Reeve. Zugleich fungierte er 1909 für einige Zeit als Vorsteher (Warden) von York County.
Am 8. September 1913 wurde Henry als Kandidat der Conservative Party of Ontario bei einer Nachwahl im Wahlkreis York East erstmals zum Mitglied der Legislativversammlung von Ontario gewählt und gehörte dieser bis zum 30. Juni 1943 fast 30 Jahre lang an.

### Unterhausabgeordneter und Minister der Provinzregierung
Premierminister William Howard Hearst berief ihn am 23. Mai 1918 erstmals in die Regierung der Provinz Ontario, in der er bis zum Ende von Hearsts Amtszeit am 14. November 1919 Landwirtschaftsminister war.
Nach dem Wahlsieg der Conservative Party bei den Wahlen vom 25. Juni 1923 wurde Henry von Premierminister Howard Ferguson zum Minister für öffentliche Arbeiten und Fernstraßen ernannt und bekleidete dieses Ministeramt bis zum 15. Dezember 1930.

### Premierminister von Ontario 1930 bis 1934 und Wahlniederlage 1934
Nach dem Rücktritt von Premierminister Ferguson wurde Henry am 15. Dezember 1930 dessen Nachfolger und damit 10. Premierminister von Ontario. Gleichzeitig folgte er Ferguson als Vorsitzender der Conservative Party of Ontario. In seiner Regierung fungierte er zwischen dem 15. Dezember 1930 und dem 10. Juli 1934 auch als Erziehungsminister und war des Weiteren vom 15. Dezember 1930 bis zum 31. Juli 1931 Minister für Fernstraßen sowie zuletzt zwischen dem 12. Januar und dem 10. Juli 1934 zusätzlich auch Schatzmeister (Finanzminister) der Provinzregierung. Zu den bedeutendsten Mitgliedern der Provinzregierung gehörte ferner Landwirtschaftsminister Thomas Laird Kennedy, der zwischen 1948 und 1949 selbst Premierminister Ontarios war.
Als Premierminister setzte er insbesondere die Wirtschaftspolitik seines Vorgängers fort, wenn auch bereits unter dem Eindruck der Weltwirtschaftskrise. So brachte beispielsweise der Verkauf hochprozentiger alkoholischer Getränke, der nur durch das Liquor Control Board of Ontario erlaubt war, erhebliche Mehreinnahmen, ebenso wie die staatliche Stromproduktion. Diese flossen zu erheblichen Teilen in den Straßenausbau.
Nach elfjähriger Regierungszeit unter Ferguson und ihm als Premierminister erlitt die Conservative Party bei den Wahlen zur Legislativversammlung am 19. Juni 1934 eine dramatische Niederlage. Im Vergleich zu den vorhergehenden Wahlen vom 30. Oktober 1929 verlor sie 75 ihrer 92 Mandate und verfügte in der von 112 auf 90 Sitze verkleinerten Legislativversammlung nur noch über 17 Mandate. Wahlsieger wurde die Ontario Liberal Party, die ihr Ergebnis um 55 Mandate verbessern konnte und jetzt 69 statt zuvor 14 Abgeordnete stellte. Jeweils ein Mandat fiel an Co-operative Commonwealth Federation (CCF), Labour Party, United Farmers of Ontario (UFO) sowie einen Parteilosen.
Daraufhin wurde Mitchell Hepburn von der Liberal Party am 10. Juli 1934 Henrys Nachfolger als Premierminister.
Henry wurde daraufhin als Vorsitzender der größten OppositionsFraktion Oppositionsführer in der Legislativversammlung. Diese Funktion übergab er 1938 an George A. Drew, der auch sein Nachfolger als Vorsitzender der Conservative Party of Ontario wurde. Am 30. Juni 1943 legte er nach fast 30-jähriger Parlamentszugehörigkeit sein Mandat in der Legislativversammlung und zog sich aus dem politischen Leben zurück.